# 1 E7 m
Pour aider à comparer les ordres de grandeur des différentes longueurs, voici une liste de longueurs de l'ordre de 107 m, soit 10 000 km :
- 10 000 km : altitude approchée de la limite extérieure de l'exosphère
- 10 001 km : longueur de la portion du méridien de Paris allant du pôle Nord jusqu'à l'équateur (il s'agissait de la définition originale du mètre)
- 12 104 km : diamètre de Vénus
- 12 742 km : diamètre moyen de la Terre
- 14 000 km : petit grand-axe de la Grande tache rouge de Jupiter
- 15 000 km : diamètre de Sirius B, une naine blanche
- 35 790 km : altitude de l'orbite géostationnaire
- 40 005 km : circonférence polaire de la Terre
- 40 075 km : circonférence équatoriale de la Terre
- 49 528 km : diamètre de Neptune
- 51 118 km : diamètre d'Uranus